# Autriche au Concours Eurovision de la chanson 2017
L'Autriche est l'un des quarante-deux pays participants du Concours Eurovision de la chanson 2017, qui se déroule à Kiev en Ukraine. Le pays est représenté par le chanteur Nathan Trent et sa chanson Running On Air, sélectionné en interne par le diffuseur ÖRF. En finale, le pays se classe 16e avec 93 points.

## Sélection

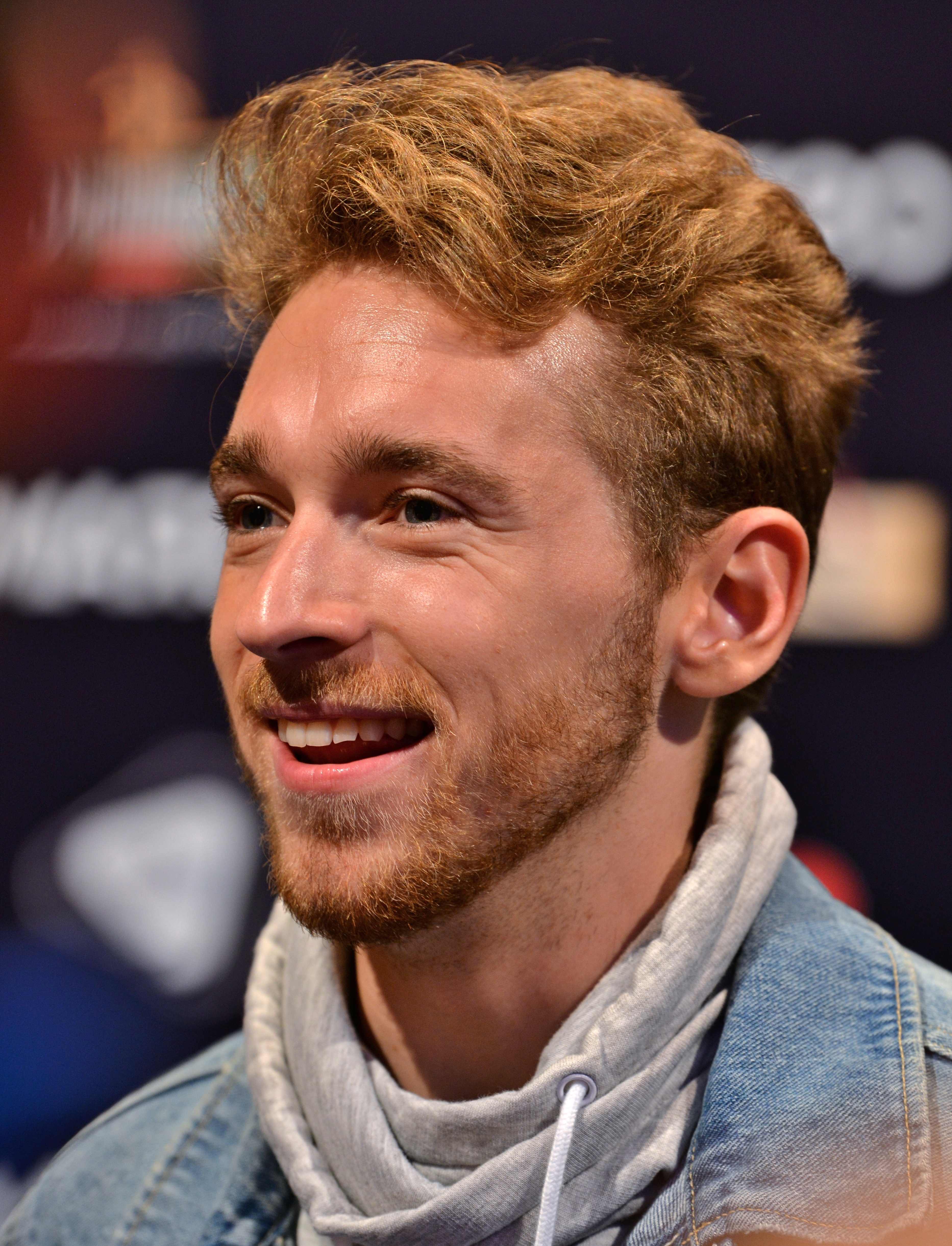
Nathan Trent, chanteur autrichien lors du concours Eurovision de la chanson en 2017, à Kiev, en Ukraine.

Le diffuseur autrichien confirme sa participation le 8 août 2016, puis indique le 21 septembre 2016 qu'il opte pour une sélection interne pour choisir son représentant. Il annonce le 19 décembre 2016 que le pays sera représenté par le chanteur Nathan Trent, sélectionné en interne. Sa chanson, intitulée Running On Air, est publiée le 27 février 2017.

## À l'Eurovision
L'Autriche participe à la deuxième demi-finale, le 11 mai 2017. Arrivé 7e avec 147 points, le pays se qualifie pour la finale du 13 mai 2017, où il termine 16e avec 93 points.